# Christoph Markus Schiller
Christoph Markus Schiller (* 1963 in Stuttgart) ist ein deutscher Improvisationsmusiker, Pianist und Komponist. Er spielt primär Neue Improvisationsmusik.

## Leben und Werk
Schiller studierte Bildende Kunst an der Hochschule für bildende Künste Hamburg und in Basel Klavier bei Daniel Cholette und Musiktheorie an der Freien Musikschule Basel. Seit 1987 spielt er Neue Improvisationsmusik zuerst auf dem Klavier und seit einigen Jahren hauptsächlich auf dem Spinett sowie auch mit Stimme. Er spielte auf internationalen Improvisationsmusik-Festivals und veröffentlichte CD-Aufnahmen mit Improvisierter Musik, unter anderem mit Cyril Bondi, Michel Doneda, Carl Ludwig Hübsch, Harald Kimmig, Pierre-Yves Martel, Birgit Ulher und als Solist. Neben seiner Tätigkeit als konzertierender Musiker ist er auch als Komponist tätig.

## Auszeichnungen
- Mit dem Improvisations-Quartett babels besen – Margarete Huber (Gesang), Hans-Jürg Meier (Blockflöten), Markus Wetstein (Objekte), Christoph Schiller (Klavier) – gewann er 2001 den Prix Marguerite de Reding des Schweizerischen Tonkünstlerverband.[3]

## Schriften
- Resonanz. Gedanken zur improvisierten Musik. In: Dieter A. Nanz (Hg.) Aspekte der Freien Improvisation in der Musik. Wolke Verlag, Hofheim 2011

## Diskografie (Auswahl)
- Mundraub, Marianne Schuppe, Stimme, Christoph Schiller, Klavier, hybrid music productions, Gießen 1994
- Savagnières, Peter Baumgartner, powerbook, Christoph Schiller, Spinett, creative sources, Lissabon 2005
- Sebastian Lexer & Christoph Schiller: Luftwurzeln (Matchless Recordings, 2012)
- spinet 2016, Christoph Schiller, Spinett, Edition Wandelweiser, Haan 2016

## Kompositionen (Auswahl)
- time does transit für Stimmen, 1992
- Seestück für Chor (gemischter Chor oder Frauenchor), 1998
- de travers für 5 Querflöten, 1998
- Heine-Lieder für Sopran und Klavier, 1998/99
- Die alles zerstörende Zeit für 8 Männerstimmen und Klavier, 1999
- Ob sie von sonderlichem Brot esse für Sopran und 8 Instrumente (fl, tp, tb, Metallobjekte, perk, Klav, vla, kb), 2000
- eismeer für Stimmen und Orchester, 2001/02
- Kleingebäck Madrigale für 5 Stimmen (SSATB), 2003
- Lego für Oboe, Trompete, Gitarre, Klavier, 2005
- Zahlenstücke für offene Besetzung, 2010–2013
- Farben (Lego) Video und Instrument, 2012
- Die Schachtel, 2013
- Steine (Spiel) Steine, Spielfeld, für 2–3 Spieler, 2015
- Baumschule Fassungen für Spinett, Klavier, Trio, Text, 2016[4]